# Leges Publiliae Philonis
Le Leges Publiliae Philonis furono tre provvedimenti legislativi in favore della plebe, proposti secondo la tradizione dal dittatore Quinto Publilio Filone nel 339 a.C.
Tali leggi sono conosciute rispettivamente con i titoli di Lex Publilia Philonis de plebiscitis, Lex Publilia Philonis de patrum auctoritate e Lex Publilia Philonis de censore plebeio creando.

## Lex Publilia Philonis de patrum auctoritate
La Lex Publilia Philonis de patrum auctoritate, che si inserisce nel lungo processo delle lotte patrizio plebee, stabilì che, per quanto concerne le rogazioni legislative, l'auctoritas patrum dovesse precedere la votazione dei comizi centuriati e non seguirla.
Nella primitiva repubblica, il patriziato, rappresentando un ceto dirigente chiuso, deteneva il controllo della magistratura superiore. Tra il V e la metà del IV secolo, i plebei si batterono con l'obiettivo di rivendicare i propri diritti. Una prima conquista si ebbe in seguito alla secessione sul Monte Sacro del 494 a.C., che portò alla nascita dei tribuni della plebe e dei concilia plebis, organi del potere plebeo. Poco dopo, nel 451 a.C., fu creata la magistratura straordinaria di decemviri, i quali redassero le prime leggi scritte, conosciute come XII Tavole Nel 444 a.C., inoltre, fu istituito il tribunato militare con potestà consolare, così, attraverso l'elemento militare, i plebei riuscirono ad aprirsi la strada al conseguimento dell'imperium. Con la Lex Licinia Sextia de consule plebeio del 367 a.C. si assicurava ai plebei la possibilità di raggiungere il consolato. In seguito a questo lungo processo nasceva un nuovo ceto politico, quello patrizio-plebeo, ossia la nobilitas.
La Lex Publilia Philonis de patrum auctoritate si inserisce in questo processo di rivendicazione plebea. Inizialmente tutte le deliberazioni dei comizi erano sottoposte all'auctoritas patrum, ossia alla ratifica dalla parte patrizia del Senato. L'auctoritas veniva esercitata per tutte le deliberazioni dei comizi: approvazione di leggi, elezione dei magistrati e giudizi; erano esclusi soltanto i plebisciti che non avevano ancora valore di legge (lo avranno con la Lex Hortensia nel 287 a.C.) e gli atti dei comizi con valore formale e non deliberativo. Grazie alla Lex Publilia, quindi, l'auctoritas patrum, che aveva profondamente limitato il lavoro legislativo delle assemblee, vide limitato il proprio potere in quanto, inizialmente seguiva la votazione dei comizi, mentre da questo momento in poi l'avrebbe preceduta. In questo modo i patres, ossia i senatori, avevano la possibilità di opporsi alla proposta del magistrato ma non alla deliberazione dell'assemblea. Dunque, anche grazie alla successiva Lex Maenia che limitò il potere della patrum auctoritas in campo elettorale, venne modificata un'antica pratica che conferiva un ingente potere ai patrizi, i quali potevano controllare e limitare le assemblee popolari.  Dunque, si eliminava il contrasto tra i patres e i comizi e si avviava lo svuotamento di autorità del potere patrizio.